# 布科爾尼訥國家公園
36°41′17″N 10°23′18″E / 36.68796690°N 10.38824307°E

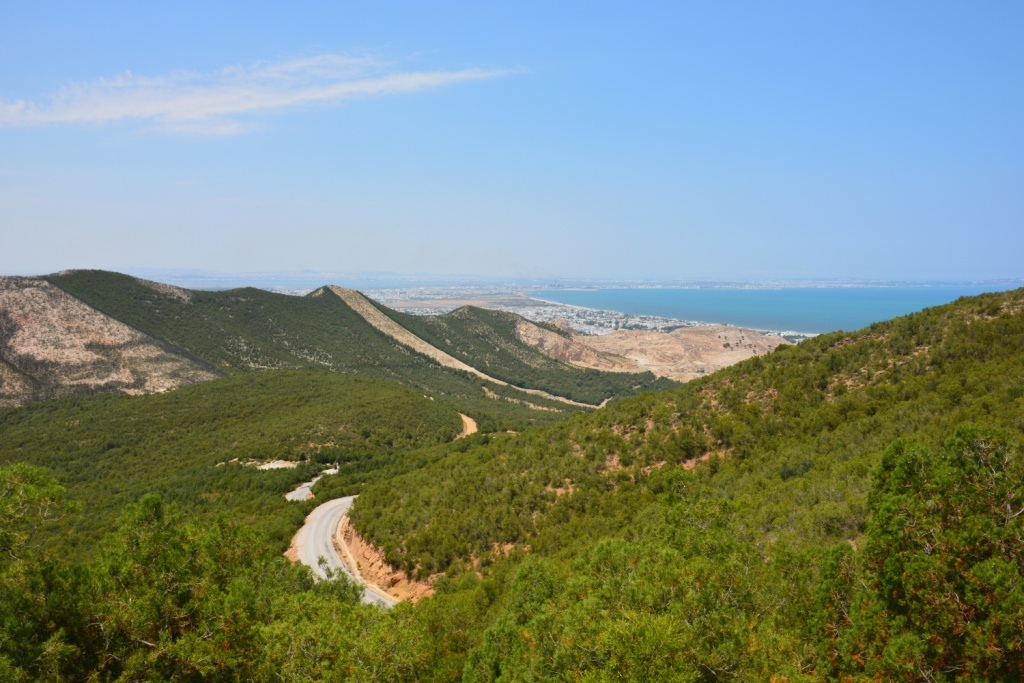

布科爾尼訥國家公園是突尼西亞的國家公園，位於該國北部本阿魯斯省，距離首都突尼斯15公里，成立於1987年2月12日，面積19平方公里。